# Fußball-Südasienmeisterschaft 2013/Afghanistan

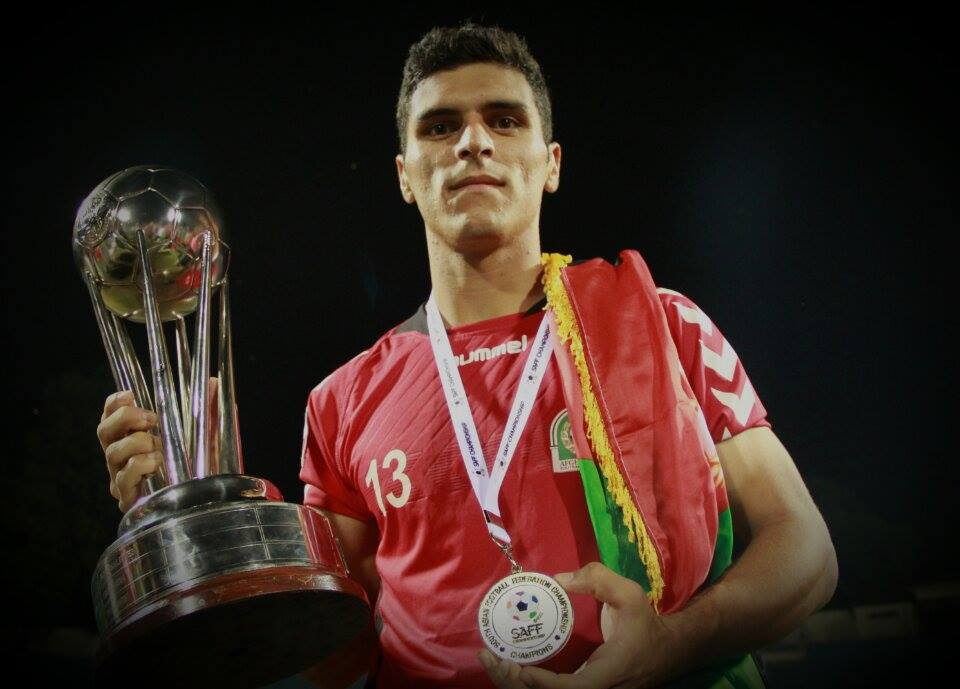
Hamidullah Karimi nach dem Finale mit dem Siegerpokal am 11. September 2013

Dieser Artikel behandelt die afghanische Fußballnationalmannschaft bei der Südasienmeisterschaft 2013. Afghanistan nahm zum sechsten Mal an einer Südasienmeisterschaft teil. Im Finale am 11. September 2013 traf Afghanistan zum zweiten Mal hintereinander in einem Endspiel der Südasienmeisterschaft auf Indien, konnte mit 2:0 gewinnen und wurde zum ersten Mal Südasienmeister.

## Vorbereitung
Bei der Südasienmeisterschaft wird keine Qualifikationsrunde ausgetragen. Zur Vorbereitung auf die Südasienmeisterschaft wurde ein Freundschaftsspiel geplant. Dieses Spiel gegen Pakistan fand am 20. September 2013 unter strengen Sicherheitsvorkehrungen in der afghanischen Hauptstadt Kabul statt und war somit das erste Heimspiel Afghanistans seit dem 23. November 2003, als man gegen Turkmenistan 0:2 verlor. Am Ende konnte man vor 6000 Zuschauern im ausverkauften AFF Stadium mit 3:0 gewinnen.
| Datum         | Spielort           | Gegner   | Ergebnis  | Torschützen                                  |
| ------------- | ------------------ | -------- | --------- | -------------------------------------------- |
| 20. Aug. 2013 | AFF Stadium, Kabul | Pakistan | 3:0 (1:0) | Ahmadi (20.), Hatifie (53.), Mohammadi (72.) |

## Kader
Die Tabelle nennt alle Spieler, die im Kader für die Südasienmeisterschaft 2013 vom 31. August bis zum 11. September 2013 standen. Ein erweiterter Kader von 22 Spielern wurde von Trainer Mohammad Yousef Kargar am 15. August benannt. Dieser wurde nach dem Vorbereitungsspiel gegen Pakistan auf 20 Spieler reduziert. Aus dem vorläufigen Kader gestrichen wurden Zainuddin Sharifi (Shaheen Asmayee), Faisal Sakhizada (Dandenong Thunder) und Ata Yamrali (VfL 93 Hamburg), stattdessen wurde Sidiq Walizada (NBSVV) nachnominiert. Zunächst hatte Sandjar Ahmadi seine Teilnahme aus beruflichen Gründen abgesagt, jedoch revidierte er kurz vor dem ersten Spiel gegen Bhutan und reiste zur Nationalmannschaft nach.
| Nr.        | Name                    | Verein                   | Geburts- datum | Länderspiel- einsätze | Länderspiel- tore | Spiele | Tore | Vorherige Teilnahmen   |
| Tor        | Tor                     | Tor                      | Tor            | Tor                   | Tor               | Tor    | Tor  | Tor                    |
| ---------- | ----------------------- | ------------------------ | -------------- | --------------------- | ----------------- | ------ | ---- | ---------------------- |
| 22         | Hamidullah Yousufzai    | Shaheen Asmayee          | 9. Okt. 1981   | 13                    | 0                 | 1      | 0    | 2005, 2009, 2011       |
| 01         | Mansur Faqiryar         | VfB Oldenburg            | 3. Jan. 1986   | 9                     | 0                 | 4      | 0    |                        |
| Abwehr     |                         |                          |                |                       |                   |        |      |                        |
| 03         | Zohib Islam Amiri       | Mumbai FC                | 2. Mai 1987    | 30                    | 1                 | 5      | 2    | 2005, 2008, 2009, 2011 |
| 05         | Ali Ahmad Yarzada       | Tofan Harirod            | 15. Okt. 1985  | 17                    | 0                 | 3      | 0    | 2005, 2009             |
| 02         | Muqadar Qazizadah       | Shaheen Asmayee          | 11. Sep. 1988  | 17                    | 0                 | 0      | 0    | 2009, 2011             |
| 25         | Mustafa Hadid           | Altona 93                | 25. Aug. 1988  | 8                     | 1                 | 5      | 0    | 2008, 2009             |
| 27         | Mujtaba Faiz            | Shaheen Asmayee          | 21. Nov. 1989  | 3                     | 0                 | 3      | 0    |                        |
| 14         | Farzad Ataee            | Tofan Harirod            | 21. März 1991  | 1                     | 0                 | 5      | 0    |                        |
| Mittelfeld |                         |                          |                |                       |                   |        |      |                        |
| 09         | Mohammad Yusef Mashriqi | Bhawanipore FC           | 7. Juli 1987   | 16                    | 1                 | 5      | 0    | 2011                   |
| 30         | Waheed Nadeem           | Tofan Harirod            | 2. Juni 1989   | 11                    | 1                 | 2      | 0    | 2009, 2011             |
| 18         | Ahmad Hatifie           | Bay Area Ambassadors     | 13. März 1986  | 7                     | 1                 | 4      | 0    | 2011                   |
| 07         | Mustafa Azadzoy         | TB Uphusen               | 24. Juli 1992  | 4                     | 0                 | 5      | 2    |                        |
| 17         | Marouf Mohammadi        | Tofan Harirod            | 2. Juli 1991   | 2                     | 1                 | 4      | 0    |                        |
| 06         | Rafi Barekzai           | Tofan Harirod            | 6. Juni 1990   | 2                     | 0                 | 5      | 1    |                        |
| Angriff    |                         |                          |                |                       |                   |        |      |                        |
| 12         | Hashmatullah Barekzai   | Shaheen Asmayee          | 4. Juni 1987   | 20                    | 3                 | 5      | 2    | 2009, 2011             |
| 10         | Belal Arezou            | Churchill Brothers SC    | 28. Dez. 1988  | 11                    | 9                 | 4      | 0    | 2011                   |
| 09         | Sandjar Ahmadi          | SC Vier- und Marschlande | 10. Feb. 1992  | 9                     | 4                 | 5      | 2    | 2011                   |
| 19         | Sidiq Walizada          | NBSVV                    | 27. Dez. 1991  | 8                     | 3                 | 2      | 0    |                        |
| 24         | Amruddin Sharifi        | Shaheen Asmayee          | 2. Juli 1992   | 3                     | 0                 | 2      | 0    |                        |
| 13         | Hamidullah Karimi       | Tofan Harirod            | 6. Feb. 1992   | 1                     | 1                 | 1      | 0    |                        |
| Trainer    |                         |                          |                |                       |                   |        |      |                        |
|            | Mohammad Yousef Kargar  | Cheftrainer              | 11. Mai 1963   | 25                    |                   |        |      |                        |
|            | Elyas Manochehr         | Trainerassistent         |                | 25                    |                   |        |      |                        |

1. 1 2  Angegeben sind nur die Spiele und Tore, die vor Beginn der Südasienmeisterschaft absolviert bzw. erzielt wurden (Stand: 20. August 2013).
2. ↑  Gemeint sind Teilnahmen an vorherigen Südasienmeisterschaften.

Von den acht Spielern, die in allen fünf Spielen eingesetzt wurden, waren nur Kapitän Zohib Islam Amiri, Mustafa Azadzoy und Mustafa Hadid jeweils über die gesamte Spielzeit im Einsatz.

## Endrunde

### Gruppenphase
Bei der am 30. Juli 2013 in Kathmandu stattfindenden Gruppenauslosung war Afghanistan als Gruppenkopf gesetzt und bekam die Malediven, Sri Lanka und Bhutan zugelost. Nicht zuletzt weil sie vor dem Turnier die höchste Position aller teilnehmenden Nationen in der FIFA-Weltrangliste einnahmen, galt die afghanische Nationalmannschaft als einer der Favoriten auf den Gewinn der Südasienmeisterschaft.
| Pl. | Land        | Sp. | S | U | N | Tore    | Diff. | Punkte |
| --- | ----------- | --- | - | - | - | ------- | ----- | ------ |
| 1.  | Malediven   | 3   | 2 | 1 | 0 | 018:200 | +16   | 07     |
| 2.  | Afghanistan | 3   | 2 | 1 | 0 | 006:100 | +5    | 07     |
| 3.  | Sri Lanka   | 3   | 1 | 0 | 2 | 006:150 | −9    | 03     |
| 4.  | Bhutan      | 3   | 0 | 0 | 3 | 004:160 | −12   | 0      |

|                   |   |             |     |
| 2. September 2013 |   |             |     |
| Afghanistan       | – | Bhutan      | 3:0 |
| 4. September 2013 |   |             |     |
| Sri Lanka         | – | Afghanistan | 1:3 |
| 6. September 2013 |   |             |     |
| Afghanistan       | – | Malediven   | 0:0 |

Auf die Malediven traf Afghanistan schon während der Südasienmeisterschaften 2005 und 2009. Beide Spiele gingen verloren, und dabei kassierte die Nationalmannschaft bei der 1:9-Niederlage 2005 die zweithöchste Niederlage ihrer Geschichte bzw. die höchste Niederlage bei diesem Wettbewerb. Gegen Sri Lanka spielte Afghanistan bereits in vier Turnieren; damit waren sie neben Indien Afghanistans häufigster Gegner. In vier Spielen gab es zwei Siege für Afghanistan, ein Remis und eine Niederlage. Auch das letzte Spiel konnte Afghanistan für sich entscheiden, als man am 2. März 2013 bei der AFC-Challenge-Cup-Qualifikation mit 1:0 gewann. Bhutan war bereits bei den Südasienmeisterschaften 2008 und 2011 Gegner der Afghanen; mit dem 8:1-Sieg am 7. Dezember 2011 erzielte Afghanistan den höchsten Sieg der Nationalmannschaftsgeschichte. Auch die Gesamtbilanz sprach für Afghanistan: in vier Spielen gab es drei Siege und eine Niederlage bei einem Torverhältnis von 14:4.
Trotz einiger Schwierigkeiten und eines verschossenen Elfmeters von Bhutan konnte sich Afghanistan letztlich ungefährdet mit 3:0 im ersten Spiel durchsetzen. Das zweite Gruppenspiel gegen Sri Lanka konnte Afghanistan nach dem Rückstand zur Halbzeit auch durch zwei Traumtore durch Zohib Islam Amiri und Rafi Barekzai zu einem 3:1-Sieg drehen. Damit war Afghanistan bereits für die Finalrunde qualifiziert, im abschließenden dritten Gruppenspiel gegen die Malediven ging es um den Gruppensieg. Da keine der Mannschaften zu viel riskieren wollte, endete das Spiel torlos unentschieden. Aufgrund des besseren Torverhältnisses wurden die Malediven Gruppenerster und trafen auf Indien, während Afghanistan im Halbfinale auf Gastgeberland Nepal traf.

### Finalrunde

#### Halbfinale
|                   |   |             |           |
| 8. September 2013 |   |             |           |
| Nepal             | – | Afghanistan | 0:1 (0:1) |

Vor dem Spiel traf Afghanistan viermal auf Nepal, darunter einmal bei der Südasienmeisterschaft 2009. In den vier Spielen gab es ein Unentschieden und drei Niederlagen. Dank eines frühen Tores durch Sandjar Ahmadi und einem gut aufgelegten Mansur Faqiryar, der u. a. zwei Elfmeter von Rohit Chand hielt, konnte sich Afghanistan zum zweiten Mal in Folge für das Finale einer Südasienmeisterschaft qualifizieren.

#### Finale
|                    |   |        |           |
| 11. September 2013 |   |        |           |
| Afghanistan        | – | Indien | 2:0 (1:0) |

Mit dem gleichzeitigen Finaleinzug von Indien trafen die beiden Mannschaften bereits zum zweiten Mal nacheinander im Finale der Südasienmeisterschaft aufeinander. Bis dahin konnte Afghanistan in acht Spielen nie gewinnen, nur zwei Unentschieden bei sechs Niederlagen konnte die Nationalmannschaft vorweisen. Durch die beiden Tore von Mustafa Azadzoy und Sandjar Ahmadi konnte Afghanistan mit 2:0 gewinnen und sicherte sich damit den ersten internationalen Titel ihrer Geschichte.

## Auszeichnungen
- Nach dem Finalsieg wurde Afghanistan mit der Siegerprämie von 50.000 $ ausgezeichnet.[13]
- Sowohl im Halbfinale als auch im Finale wurde Mansur Faqiryar zum Man of the Match gewählt.[14][15] Zudem wurde er zum Most Valuable Player ernannt[13] und mit dem Goldenen Handschuh als bester Torwart ausgezeichnet.[16]
- Sandjar Ahmadi, Zohib Islam Amiri, Rafi Barekzai, Mansur Faqiryar und Mustafa Hadid wurden in das Sportskeeda Team of the Tournament aufgenommen, womit Afghanistan die meisten Spieler stellte.
- Das Tor von Zohib Islam Amiri gegen Sri Lanka wurde zum schönsten Tor des Turniers gewählt. Insgesamt wurden vier der zehn schönsten Tore durch einen afghanischen Spieler erzielt.[17]
- Am 14. September 2013 erhielten die Spieler, das Trainerteam und andere Offizielle von Präsident Hamid Karzai die Hohe Staatsmedaille von Mir Masjidi Khan.[18] Die Spieler erhielten zusätzlich ein Preisgeld von 100.000 Afghani und eine Wohnung im Kabuler Stadtteil Khwaja Rawash.[19] Für seine besonderen Verdienste wurde Mansur Faqiryar mit einem Preisgeld von zusätzlich 1 Million Afghani geehrt.[20]
- Die Afghanistan Football Federation wurde, u. a. für die Entwicklungen in der Nationalmannschaft, am 13. Januar 2014 mit dem FIFA-Fairplay-Preis ausgezeichnet.[21]

## Siegesfeier
Während des Finals versammelten sich viele Menschen zum Public Viewing. Als der Finalsieg feststand, gingen Schätzungen zufolge Hunderttausende auf die Straße, um den Gewinn der Südasienmeisterschaft zu feiern. Es gab Autokorsos, es wurde getanzt und es fielen Freudenschüsse, wobei auch einige verletzt wurden. Der Ausmaß der Feierlichkeiten war einmalig in der afghanischen Fußballgeschichte. Bereits in der Nacht nach dem Finale am 12. September erfolgte auf Wunsch des Präsidenten Hamid Karzai der Rückflug nach Afghanistan. Nach der Landung auf dem Flughafen Kabul wurde die Mannschaft vom Präsidenten persönlich empfangen. Anschließend folgte die Fahrt zum Ghazi-Stadion, wo die Spieler sowie ihre Trainer und Betreuer sich vor mehreren zehntausend Zuschauern mit dem Pokal feiern ließen und den Fans für ihre Unterstützung dankten.